# Guillermina Acosta Bilbao
Guillermina Acosta Bilbao (27 novembre 1901 – 13 février 2017) était une supercentenaire panaméenne dont l'âge n'est actuellement pas validé par le Groupe de recherche en gérontologie (GRG) mais reconnu par LongeviQuest.

## Biographie
Guillermina Acosta Bilbao est née à David, dans la province de Chiriqui, dans l'État de Panama, en Grande-Colombie, correspondant à l'actuelle République du Panama, le 27 novembre 1901. En novembre 2011, elle a fêté ses 110 ans et est devenue supercentenaire.
Acosta Bilbao est décédée dans la ville de David, au sein de la province de Chiriqui, au Panama, le 13 février 2017, à l'âge de 115 ans et 78 jours. Elle est peut-être la personne la plus âgée connue originaire du Panama.